# Vanda Winter
Vanda Winter, född 14 augusti 1984 i Zagreb i dåvarande Jugoslavien (dagens Kroatien), är en kroatisk skådespelerska. Hon är mest känd för sin roll som Lana i TV-serien Stella.